# Manoir de Keryvon
Le manoir de Keryvon est un édifice situé à Languidic, en France.

## Situation
Le manoir est situé sur le territoire de la commune de Languidic, au lieu-dit Keryvon, dans le département du Morbihan, en région Bretagne.

## Description
Le manoir date du XVIIe siècle, édifice à un étage carré, élévation à travées, construit en granite. Toiture  à longs pans recouverte d'ardoises et de chaume, pignon découvert.

## Histoire
Les parties agricoles datent du XVIIe siècle, le logis actuel est construit en 1862.
Le manoir est inscrit à l'inventaire général du patrimoine culturel.